# 出羽元倶
出羽 元倶（いずは もととも）は、戦国時代の武将。安芸国の戦国大名である毛利元就の六男。石見国邑智郡出羽を本拠とする国人である出羽元祐の養子となる。

## 生涯
弘治元年（1555年）、毛利元就の六男として誕生。母は元就の継室の一人である三吉氏で、同母兄に元秋、同母弟に末次元康がいる。
毛利元就の正室・妙玖の子である毛利隆元、吉川元春、小早川隆景の3人の異母兄達が元就から大切にされたのに対して、四男・穂井田元清以降の継室の子達は、弘治3年（1557年）11月25日に元就が記した三子教訓状において「虫けらなるような子どもたち」と表現されているが、三子教訓状が書かれた時点で生まれていた元就の庶子は、当時7歳の四男・元清、6歳の五男・元秋、3歳の六男・元倶の3人でいずれも幼少であり、三子教訓状では「もしこの中で賢く成人する者があったならば、隆元・元春・隆景は哀れんで、いずれの遠境などにでも置いてほしい」とも依頼しているため、必ずしも粗略に扱われたわけではない。一方で「しかし大抵は魯鈍で無力な者であろうから、その場合はどのように処置をされても異存は無い」とも述べており、そこには正室の子と継室の子を明確に分ける元就の意図が読み取れる。
石見国邑智郡出羽の二ツ山城主・出羽元祐に嗣子が居なかったことから養子となり、出羽氏を名乗った。
元亀2年（1571年）、元倶が二ツ山城に入城した頃に、内藤元実からしばらくの間、暇が欲しいとの願い出があったため、元倶は内藤元実に15日から20日ほど暇を与えられるように毛利輝元に斡旋した。しかし、輝元は井上元継を使者として派遣し、内藤元実に何としても新山城在番を行うように命じたため、内藤元実は仰天してそのことを元倶に報告し、出雲国の各口の勤番者は一所ずつ所領が与えられているが、元実には与えられていないため、新山城の在番にあたって元倶と内藤元実の2人に所領を与えられるのであれば命令に従うが、所領が与えられていないのに在番だけ命じられて困惑していると主張した。内藤元実の言い分を尤もな言い分と判断した元倶は、同年5月15日に異母兄の吉川元春に書状を送り、輝元への取り成しを依頼している。
しかし、その3ヶ月後の同年8月10日に死去。享年17。
元倶の死により、出羽元祐は吉川元春と小早川隆景の了承を取った上で実子の宮徳（後の出羽元勝）を後継者としたが、元倶の死が毛利元就の死去の僅か2ヶ月後の事であり、要らぬ誤解を招くことを恐れ、元祐は毛利輝元に対して起請文を書いて毛利氏への忠節を改めて誓っている。
出羽元祐から起請文を提出された毛利輝元は、元亀3年（1572年）閏1月13日に返書を送って「出羽氏の家督については元就生前に元倶と定められていたが、思いがけず死去してしまったからには仕方がない。実子の宮徳が後継となることについては吉川元春と小早川隆景へ相談を申し入れているので、今後特別に御尽力に預かれれば本望の至りであり、輝元もまた聊かも疎意は無い。それについて元祐の心中についてを起請文で提出した懇意は祝着の至りであるので、今後も長久に申し承る事としたい。なお、吉川元春からも言葉があるだろう」と答えている。
後に萩にある臨済宗南禅寺派の福源山徳隣寺で、150回忌、200回忌の法要が営まれた。

## 逸話
- 『閥閲録』巻60「出羽平左衛門」には、元倶がまだ幼名の「鶴法師」と名乗っていた頃に、元倶が父・元就に新春の挨拶を行ったことを喜んだ元就が送った返書が収録されている[9]。